# Litfiba
Litfiba — культовая итальянская рок-группа из Флоренции.

## История
Группа возникла во Флоренции в 1980 году. Группа была названа в честь телекс кода для флорентийской улицы Барде (Via dei Bardi), где у группы находилась репетиционная база (Località Italia Firenze Via Dei BARDI). В начале коллектив состоял из 4 участников: Федерико Ренцулли (по прозвищу Ghigo), Джанни Марокколо, Сандро Дотта, покинувший группу через несколько недель, и Франческо Каламай. Вскоре к группе присоединились клавишник Антонио Аяцци и вокалист Пьеро Пелу. Первые песни только что созданной группы были исполнены на английском, по своему звучанию были созданы под огромным влиянием панка и new wave. Первый концерт Litfiba состоялся 8 декабря 1980 года в городке Сеттиньяно неподалеку от Флоренции.
Первой студийной записью группы стал мини-альбом (EP) «Guerra» с 5-ю песнями, а затем через год, на 7-ми дюймовых пластинках увидел свет сингл «Luna/La preda», благодаря которому группа получила первое место на «2° festival rock italiano». Тем временем, Каламай был заменен на барабанах Ренцо Франчи: с этим составом коллектив работала над саундтреком к фильму «Eneide di Krypto»n. Через некоторое время Франчи покинул группу, его заменил Лука де Бенедиктис, известный как Ринго Де Пальма, с которым группа записала «Yassassin», 12-дюймовый (300 мм) сингл, содержащий новый трек «Electrica Danza» и кавер песни Дэвида Боуи.
Группа выпустила свой первый полноценный альбом «Desaparecido» в 1985 году. После этого свет увидел EP «Transea» и второй полноформатный студийник «17 Re». Группа отправляется в свой первый гастрольный тур, по мотивам которого выходит первый концертный альбом «12/5/87». Пластинка «Litfiba 3» была последней записью с участием членов группы, хотя последний останется как сессионный музыкант с 1996 года.
Первые три альбома образуют так называемую «Трилогию власти», посвященную исследованию влияния тоталитаризма на общество. Релиз концертного альбома «Pirata», записанного на концертах 1988-1989 тура, отметил окончание эры Трилогии и тем самым поставил точку в первой главе истории группы. Также, на VHS, была издана и видео-версия «Pirata Tour».
Вскоре музыканты вернулись в студию, чтобы записать «El Diablo» — альбом был тепло встречен поклонниками и критиками. В поддержку пластинки, в ротации на музыкальных каналах, было снято три видеоклипа «Proibito», «Gioconda» и «El Diablo». Перед группой открывались новые горизонты — настоящую популярность и славу Litfiba получила именно в начале 90-х. Последовал очень успешный концертный тур, по мотивам которого уже традиционно вышли концертные альбомы и видео.
В начале 1992 года выходит сборник «Sogno Ribelle», которая имела большой успех. Основной идеей этой компиляции стала обработка старых песен в более роковой, гитарной аранжировке, к которому эволюционировал коллектив. Через год, в 1993 году Litfiba выпустила свой тяжелый по звучанию альбом «Terremoto». Ситуация в политической жизни Италии и всего Мира становится главной тематикой этого альбома.
Постепенно у участников коллектива начали зреть идеи относительно новой концептуальной серии альбомов, посвященной элементам природы: огню, воде, земле и воздуху. В 1994 году вышел альбом «Spririto», который был посвящен воздуху. В поддержку пластинки было издано уже четыре сингла, а также, уже традиционно, был проведен большой концертный тур, по завершении которого свет увидели документальные материалы как концертный альбом и VHS под названием «Lacio drom». После многочисленных концертов, музыканты решают пойти в отпуск: в течение второй половины 1995 и начала 1996 года Litfiba делает паузу в концертной и студийной деятельности.
В 1997 году выходит альбом «Mondi Sommersi», который закрывал тетралогию элементов и который был посвящен воде. Пластинка разошлась тиражом 700000 проданных копий. Тур в поддержку этого альбома стал самым большим туром в истории Litfiba и был увековечен на VHS под названием «Croce e delizia». Часть доходов от продаж пластинок пошла жертвам землетрясения в регионах Умбрия и Марке. Следующий, восьмой студийный альбом «Infinito» стал последним альбомом группы с вокалистом Пьеро Пелу в качестве вокалиста. Хотя запись получил много критики за свой, так называемый, «легкий» звук, альбом был продан почти миллионным тиражом. Последнее выступление с Пелу состоялась на «Monza Rock Festival 1999». Официально он перестал быть членом группы 11 июля 1999 года и начал успешную сольную карьеру.
В ноябре 2009 года менеджер группы Альберто Пирелли объявил, что Litfiba собирается распадаться. Через месяц, 11 декабря 2009 года, в сообщении, размещенном на официальном сайте, группа объявила о воссоединении двух исторических основателей: Пьеро Пелу и Федерико Ренцуллі. Они сыграли четыре концерта весной 2010 года, под псевдонимом Litfiba: Милан (13 апреля), Флоренция (16 апреля), Рим (19 апреля), Ачиреале (21 апреля). В честь воссоединения была издана компиляция «Stato libero di Litfiba» (итал. Свободное государство Litfiba), содержавшая две новые песни, одна из которых - «Sole nero» (итал. Черное солнце) - была издана отдельным синглом, и стала большим хитом, добравшись до 10 строчки хит-парада Италии. Следует сказать, что это воссоединение вызвало много пересудов. С одной стороны, фанаты с трудом могли поверить в свое счастье, ведь возвращение Пьеро им казалось несбыточной мечтой. С другой стороны, некоторые удивлялись - как можно снова выступать вместе после того, сколько всего они друг другу наговорили? Очень популярной была мысль, что реюнінг состоялся через финансовые обстоятельства.
17 января 2012 вышел новый альбом «Grande Nazione», на поддержку которого были издании два сингла «Squalo» и «La Mia Valigia».

## Дискография
- Guerra (1982, EP)
- Luna/La preda (1983, 7")
- Eneide di Krypton (1983, soundtrack)
- Yassassin (1984, EP)
- Desaparecido (1985)
- Transea (1986, EP)
- 17 Re (1986, double LP)
- Live 12-5-87 (Aprite i vostri occhi) (1987, live)
- Litfiba 3 (1988)
- Pirata (1989, live)
- El Diablo (1990)
- Sogno Ribelle (1992, greatest hits + 1 unreleased song)
- Terremoto (1993)
- Colpo di coda (1994, live album + 2 unreleased songs)
- Spirito (1994)
- Urlo (1994)
- Lacio Drom (1994, a box containing a VHS and a remix/live album)
- Mondi Sommersi (1997)
- Croce e delizia (1998, live)
- Infinito (1999)
- Elettromacumba (2000)
- Live on Line (2000, live album)
- Insidia (2001)
- The Platinum Collection (2003, greatest hits)
- Essere o sembrare (2005)
- Stato libero di Litfiba (2010 live album + 2 unreleased songs)
- Grande Nazione (2012)
- Trilogia 1983-1989 live 2013 (2013 live album)
- Eutòpia (2016)